# Bandsalat

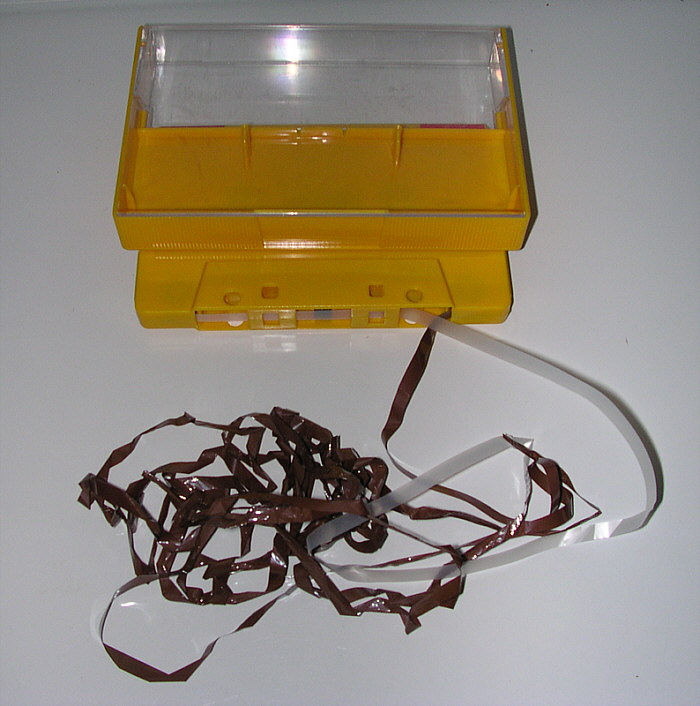
Bandsalat einer Compact Cassette

Als Bandsalat bezeichnet man umgangssprachlich ein in der Mechanik eines Abspielgerätes, beispielsweise im Kassetten- oder Videorekorder, verwickeltes Magnetband. Bei Kompaktkassetten kann das Band auch in der Kassette selbst beschädigt werden, etwa durch zu schnell wechselndes Vor- und Rückspulen, ungleichmäßigen Bandlauf oder zu lockeres beziehungsweise zu festes Aufwickeln. Nicht mehr glatte Magnetbänder erhöhen den Umfang eines Wickels und begünstigen Bandsalat.
Zur provisorischen Behebung eines Bandsalats wird in der Regel ein Stift mit passendem Durchmesser, bei Kompaktkassetten klassischerweise ein Bleistift (idealerweise mit sechskantigem Schaft, in der Funktionsweise vergleichbar mit einem Innensechskant-Schlüssel), in die Öffnung der Bandspule eingeführt, und das von der Spule gelaufene Tonband wird mittels Drehen des Stiftes wieder aufgewickelt.
Mit der Verbreitung von CD und DVD geriet diese Art der technischen Störung immer mehr in Vergessenheit. Daher wurde das Wort Bandsalat im Jahr 2006 in die Liste der vom Aussterben bedrohten Wörter aufgenommen.
In der Sendung Genial daneben wurde am 19. Februar 2005 die Frage „Was ist ein Salatschalter?“ gestellt. Beantwortet und erklärt wurde die Frage als ein Schaltkontakt in einer Filmkamera, der die mechanische Spannung des Filmes ertastet und den Stopp des Filmtransports bei gerissenem Film auslöst und einen „Filmsalat“ verhindert.